# Oak Creek Dam
L'Oak Creek Dam est un barrage américain situé dans le comté de Garfield, dans l'Utah. Protégé au sein du parc national de Capitol Reef, ce barrage sur l'Oak Creek est inscrit au Registre national des lieux historiques depuis le 13 septembre 1999 .